# Speciální pedagogika osob s kombinovaným postižením
Speciální pedagogika osob s kombinovaným postižením je jednou z mnoha oblastí speciální pedagogiky. Předmětem této disciplíny jsou osoby se souběžným postižením dvěma a více vadami, přičemž tyto vady jsou na sobě kauzálně nezávislé. 

## Terminologie
Terminologie v této oblasti není zcela jednoznačná, v ČR se používají termíny vícenásobné postižení, kombinované postižení, kombinované vady, těžké postižení či souběžné postižení více vadami. Jednotná terminologie však není ani v zahraničí, v anglicky mluvících zemích se používají pojmy multiple handicap či severe/multiple disabilities, německy mluvící země užívají termín schwerstmehrfachbehinderung.

## Etiologie
Vzhledem k tomu, že osoby s kombinovaným postižením představují velice heterogenní skupinu, jsou i příčiny vzniku tohoto postižení různorodé. Často je kombinované postižení výsledkem seskupení škodlivých vlivů či dochází ke kombinaci příčin. Někdy je etiologie nejasná, postižení vzniká v různých etapách vývoje jedince. Při hledání příčiny kombinovaného postižení je třeba se zaměřit na obecné příčiny vzniku postižení, tedy na genetické, chromozomální, metabolické, neurologické a traumatické příčiny. K postižení může dojít v období prenatálním, perinatálním či postnatálním.
Prenatální období (před narozením dítěte) – příčinou vzniku postižení může být infekce matky během těhotenství, její špatná výživa, působení záření a toxických látek, úrazy matky;
Perinatální období (období porodu a bezprostředně po něm) – postižení může vzniknout jako následek hypoxie (nedostatek kyslíku) plodu, porod může být protrahovaný (dlouhodobý) či naopak překotný;
Postnatální období (po porodu do 2 let věku dítěte) – pro vznik postižení je nebezpečná infekce novorozeněte, záněty mozku, úrazy, špatná výživa.
Mezi další etiologické faktory patří:
- Infekce, intoxikace
- Indikace psychického charakteru
- Traumata nebo fyzikální faktory
- Vývojové poruchy
- Metabolické poruchy a nutriční činitelé
- Onemocnění CNS a smyslových orgánů
- Onemocnění mozku velkého rozsahu
- Poruchy v těhotenství
- Děti s nízkou porodní hmotností
- Vlivy prostředí
- Chromozomální abnormality
- Genetické vlivy
- Mechanická poškození
- Neznámé prenatální, perinatální a postnatální příčiny
- Kombinace příčin

## Kombinované postižení
Skupina osob s kombinovaným postižením je složena ze široké škály různorodých variant kombinací postižení a stupně postižení. Kombinovat se mohou nejen závažnější stupně poruch či postižení, ale i lehčí stupně navzájem s těžšími. Není vyloučena prakticky žádná kombinace různých vad, přičemž některé se vyskytují častěji, jiné pouze výjimečně.

### Kombinovaného postižení podle Jesenského
Kombinované postižení se dělí:
1. Slepohluchoněmota a lehčí smyslové postižení
2. Mentální postižení s tělesným postižením
3. Mentální postižení se sluchovým postižením
4. Mentální postižení s chorobou
5. Mentální postižení se zrakovým postižením
6. Mentální postižení s obtížnou vychovatelností
7. Smyslové a tělesné postižení
8. Postižení řeči se smyslovým, tělesným a mentálním postižením a chronickou chorobou

### Dělení žáků s kombinovaným postižením pro potřeby resortu školství
1. Skupina, v níž je společným znakem mentální retardace, která je determinujícím faktorem pro nejvýše dosažitelný stupeň vzdělání a pro dosažitelnou míru výchovy. Proto je při rozhodování o způsobu vzdělávání pokládána za vadu dominantní.
2. Skupina, v níž jsou žáci s kombinací vad tělesných, smyslových a vad řeči. Specifickou skupinou jsou žáci hluchoslepí.
3. Skupina, v níž jsou žáci s autismem či autistickými rysy.[2]

## Charakteristika osob s kombinovaným postižením
Podle míry postižení můžeme osoby s kombinovaným postižením rozdělit do dvou skupin. První skupinu tvoří osoby s lehkým stupněm postižením, které jsou na základě vzdělávání v běžných základních školách či ve speciálních základních školách schopny vést samostatný život, začlenit se do společnosti a dosáhnout průměrné kvality života. Mohou získat pracovní kvalifikaci a zařadit se tak na trh práce, např. formou podporovaného zaměstnávání.
Druhou skupinou jsou osoby, které jsou na základě kombinovaného postižení zařazeny do vzdělávání na základních školách speciálních. Tito jedinci se v životě neobejdou bez pomoci, sami zvládají pouze základní životní situace. Často je výrazně narušena komunikační schopnost a je nutné využívat principy alternativní a augmentativní komunikace.
Při práci s osobami s kombinovaným postižením je nutné se řídit zásadou individuálního přístupu. Také je třeba hodnotit zachované schopnosti a možnosti a využívat maximálně potenciálu každého člověka. Tento přístup umožní každému jedinci osobní rozvoj a co největší začlenění do společnosti.